# Santa Cruz Cabrália
Santa Cruz Cabrália là một đô thị thuộc bang Bahia, Brasil. Đô thị này có diện tích 1550,791 km², dân số năm 2007 là 36544 người, mật độ 23,6 người/km².